# Tschunja
Die Tschunja (russisch Чуня) ist ein 727 Kilometer langer rechter Nebenfluss der Steinigen Tunguska in Mittelsibirien (Russland, Asien).

## Verlauf
Die Tschunja entsteht in 339 m Höhe im Mittelsibirischen Bergland aus der Nördlichen Tschunja (Sewernaja Tschunja) und Südlichen Tschunja (Juschnaja Tschunja). Beide entspringen in etwa 430 m in unmittelbarer Nähe der Grenze zur Oblast Irkutsk. Zusammen mit der Nördlichen Tschunja ist die Tschunja etwa 1000 Kilometer lang; der andere Quellfluss ist nur unwesentlich kürzer.
Die Tschunja durchfließt das Mittelsibirische Bergland in vorwiegend westlicher Richtung in weiten Bögen in einem zumeist engen Tal mit einer Reihe von Stromschnellen, deren bedeutendste Tschunski Samok (Tschunja-Schloss) genannt wird. Schließlich mündet der Fluss acht Kilometer oberhalb (südöstlich) der Siedlung Baikit in 143 m Höhe als deren bedeutendster Zufluss in die Steinige Tunguska.
Wichtigste Nebenflüsse der Tschunja sind Paimbu, Oberer Tschunku (Werchneje Tschunku) und Unterer Tschunku (Nischneje Tschunku) von rechts sowie Kimtschu, Mutorai und Tytschany von links. In ihrem gesamten Verlauf durchfließt die Tschunja das Territorium des ehemaligen Autonomen Kreises der Ewenken der Region Krasnojarsk.

## Hydrographie
Das Einzugsgebiet der Tschunja umfasst 70.500 km². In Mündungsnähe erreicht der Fluss eine Breite von etwa 250 Metern und eine Tiefe von zwei Metern; die Fließgeschwindigkeit beträgt 0,4 m/s.
Die Tschunja gefriert von Oktober bis Mai. Während der Schneeschmelze im Mai und Juni führt sie Hochwasser, ebenso sporadisch niederschlagsabhängig in den weiteren Sommermonaten und besonders im Herbst. Die Wasserführung in Mündungsnähe beträgt im Jahresdurchschnitt 435 m³/s, im Mittellauf bei der Mündung des Mutorai noch 146 m³/s (Minimum im März mit 11,4 m³/s; Maximum im Mai mit 792 m³/s) und unterhalb des Zusammenflusses der Quellflüsse 70 m³/s (Minimum im März mit 4,4 m³/s; Maximum im Mai mit 357 m³/s).

## Infrastruktur
Die Tschunja ist bei hohem Wasserstand für kleinere Fahrzeuge schiffbar.
Das von der Tschunja durchflossene Gebiet ist äußerst dünn besiedelt, sodass jegliche Infrastruktur praktisch fehlt. Die einzigen Orte am Fluss sind Strelka (auch Strelka-Tschunja; 2021: 139 Einwohner) nahe dem Zusammenfluss von Nördlicher und Südlicher Tschunja sowie Mutorai (76 Einwohner) an der Mündung des gleichnamigen Nebenflusses. Über Strelka führt ein Fahrweg von Wanawara an der Steinigen Tunguska in das nördlich gelegene Dorf Kislokan; eine Brücke gibt es nicht.